# Tiszolczy Magda
Tiszolczy Magda (Albertirsa, 1918. november 2. – Veszprém, 2010. szeptember 11.) magyar válogatott úszónő. 1940-ben és 1942-ben 100 m gyorsúszásban bronz-, majd 1943-ban a 4 × 100 méteres gyorsváltóval aranyérmet szerzett a magyar úszóbajnokságon.

## Pályafutása
1938-ban és 1939-ben a Debreceni EAC színeiben versenyzett. 1939-ben 100 méteres gyorsúszásban indult a magyar bajnokságon. 1940-ben a Kecskeméti AC úszója lett. Július végén Dél-magyarországi körzeti bajnokságot nyert 100 méter gyorson. Augusztusban harmadik volt a magyar bajnokságon. 1940 októberében a válogatott keret tagja lett. 1941-ben az országos bajnokságon 100 méter gyorson másodikként ért célba, de a győztes nem érte el a szintidőt, így ebben a számban nem avattak bajnokot. Az ob után San Remóban az olasz-magyar női úszó viadalon mutatkozott be a válogatottban. 1942-ben a Palicsi SC versenyzője lett. Júliusban 100 m gyorson a déli kerület bajnoka lett. Az országos bajnokságon 100 méteres gyorsúszásban újra bronzérmes lett. 1943-ban a Szegedi UE sportolója lett. Az 1943-as úszóbajnokság női 4 × 100 m gyors váltó számának döntőjében a Szegedi Úszó Egylet a Kiss Irén, Tiszolczy, Littomeritzky Mária és Tary Piroska felállásban 5:24,2-es idővel szerezte meg az aranyérmet.